# Nils "Björnungen" Johansson
Nils Åke Torsten "Björnungen" Johansson (Ingwe), född 3 oktober 1904, död 8 december 1936, var en svensk ishockeymålvakt som spelade för Djurgårdens IF säsongerna 1921/22 till 1929/30. Han vann SM i ishockey 1926.
Med landslaget i ishockey erövrade Nils Johansson en silvermedalj vid de Olympiska vinterspelen 1928 i St. Moritz.